# بنویت لروی
بنویت لروی (انگلیسی: Benoît Leroy؛ زادهٔ ۲۸ ژوئیهٔ ۱۹۸۲) بازیکن فوتبال اهل فرانسه است.
از باشگاه‌هایی که در آن بازی کرده‌است می‌توان به باشگاه فوتبال استاد برستوا ۲۹، باشگاه فوتبال اوسر، باشگاه فوتبال کن، و باشگاه فوتبال سدان اشاره کرد.